# Potentilla sterilis
Pour les articles homonymes, voir faux fraisier.
Espèce
La Potentille faux fraisier ou Potentille stérile (Potentilla sterilis), parfois appelée Fraiserat ou Fraisier stérile, est une espèce de plantes à fleurs de la famille des Rosaceae originaire d'Europe. Elle ressemble aux fraisiers. 

## Noms scientifiques et étymologie
Potentilla sterilis (L.) Garcke = Potentilla fragariastrum Ehrh.
- Du latin potens : puissant (propriété tonique des plantes du genre potentille)
- Du latin sterilis : stérile car cette plante ne fructifie pas comme le fraisier (ne forme pas de fraise)
- Du latin fragaria : fraisier par ressemblance au fraisier

## Description

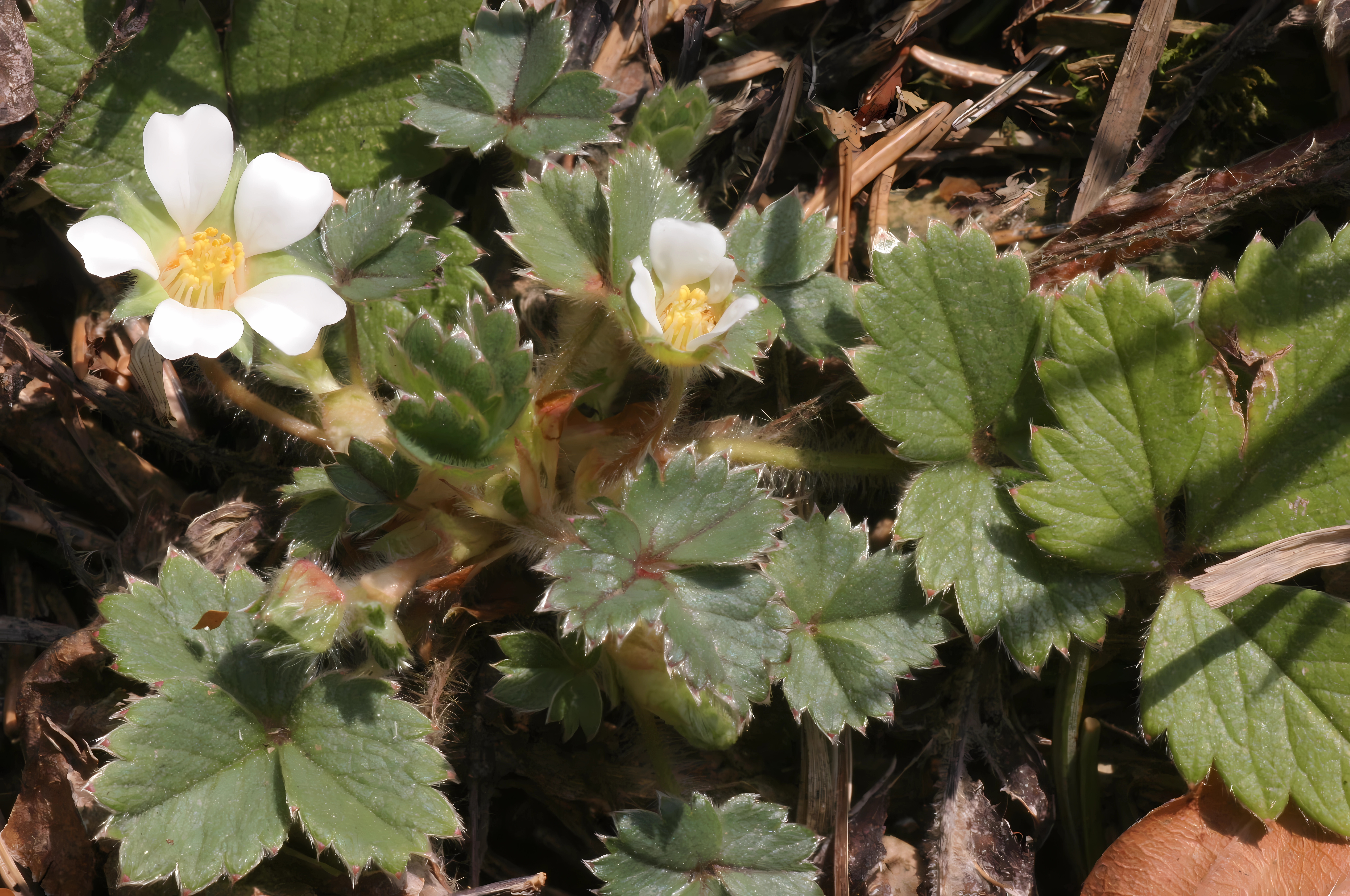
Aspect général.

La potentille faux fraisier est une plante vivace de 5 à 15 cm, stolonifère, dont le port rappelle celui du fraisier des bois (Fragaria vesca).
Elle fleurit de février à mai. Les pétales sont blancs, espacés, échancrés en forme de cœur. Les fleurs mesurent 10 à 15 mm de diamètre.
Les faux-fruits, appelés " fausses fraises " sont réduits. Ils sont secs et ne ressemblent pas à une fraise. Ils portent moins d'akènes que celle-ci, d'où le nom de sterilis. Mais ces akènes ont un volume légèrement supérieur, et sont de couleur blanchâtre ou jaunâtre.
Les folioles des feuilles portent 8 à 12 dents écartées, la dent terminale étant plus courte que ses deux voisines (contrairement aux fraisiers).

## Usages
C'est une plante mellifère. Elle ne possède pas de propriété médicinale particulière contrairement aux autres membres de la famille des potentilles.

## Habitat
C'est une espèce subatlantique vivant de 0 jusqu'à 1 500 mètres d'altitude qui est absente des régions méditerranéennes.
Elle apprécie la mi-ombre, les sols assez frais et profonds, plutôt neutres.
On la trouve dans les bois (hêtraie-chênaie), les haies, les coupes forestières, les landes, les pelouses, le long des chemins.